# Sigurd Myken
Sigurd Myken (20. april 1904 – 1971) var en dansk professionel bokser.
Som amatør boksede Sigurd Myken for bokseklubben Randers AC. Han vandt det jyske mesterskab i bantamvægt i 1923 og i fjervægt i 1926. Han skiftede herefter til bokseklubben Århus FAK, og vandt det jyske mesterskab i fjervægt i 1929. Han deltog i fjervægt ved Europamesterskaberne i amatørboksning i 1930 men tabte sin første kamp til rumæneren Nicolae Carata, der vandt bronze ved turneringen. Sigurd Myken vandt sit eneste danske mesterskab, da han i 1933 blev dansk mester i letvægt.
I 1935 debuterede Myken som professionel ved et stævne den 12. maj i Aarhus Stadionhal, da han mødte landsmanden Hirsch Demsitz. Myken tabte, da han blev stoppet i 3. omgang. Han vandt sin anden kamp over landsmanden Poul Heilburth, men tabte herefter den 22. marts 1936 i Odense til den tidligere svenske mester i letvægt Gustav Björnsson, der havde mødt en række af tiden danske boksere. Mykens sidste kamp blev bokset den 10. marts 1940 mod tyskeren Willy Seisler, der samme aften var sat på programmet mod både Myken og mod Valdemar Krontoft. Seisler vandt begge kampe, og Myken opgav herefter karrieren.